# 科隆贝拉福斯
科隆贝拉福斯（法語：Colombé-la-Fosse，法語發音：[kɔlɔ̃be la fos]）是法国奥布省的一个市镇，属于奥布河畔巴尔区。

## 地理
科隆贝拉福斯（48°15'50"N, 4°47'15"E）面积9.31 平方千米，位于法国大東部大區奥布省，该省份为法国中北部省份，北起马恩省，西接塞纳-马恩省，西南至约讷省，东南至科多尔省，东临上马恩省。
与科隆贝拉福斯接壤的市镇（或旧市镇、城区）包括：阿朗蒂耶尔、科隆贝勒塞克、昂让特、迈松莱苏莱讷、索尔西、托尔、瓦尼。

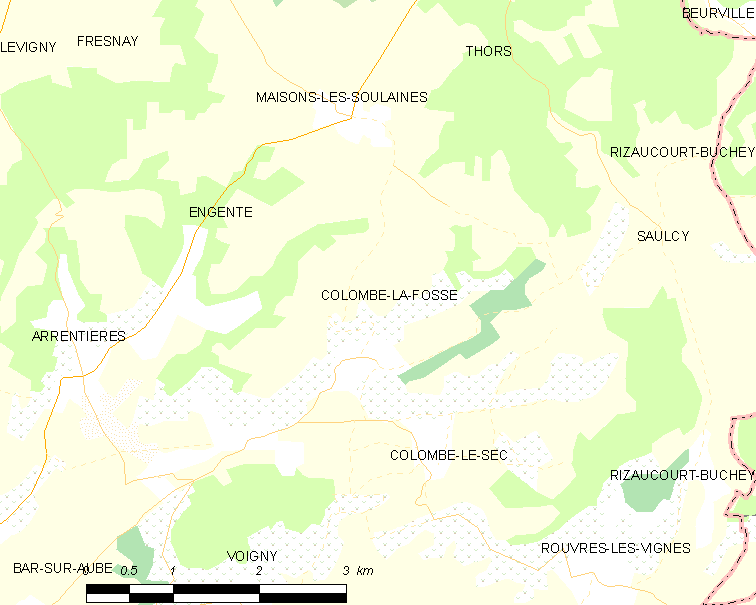
科隆贝拉福斯的OSM定位图

科隆贝拉福斯的时区为UTC+01:00、UTC+02:00（夏令时）。

## 行政
科隆贝拉福斯的邮政编码为10200，INSEE市镇编码为10102。

## 政治
科隆贝拉福斯所属的省级选区为奥布河畔巴尔县。

## 人口

1962-2008年间科隆贝拉福斯人口变化图示

科隆贝拉福斯于2022年1月1日时的人口数量为163人。